# Betty et Barney Hill
Pour les articles homonymes, voir Betty.
Betty et Barney Hill sont un couple américain qui prétend avoir été enlevé par des extraterrestres dans une partie rurale du New Hampshire entre le 19 et le 20 septembre 1961. Il s'agit du premier cas où des personnes affirment avoir été enlevées par des extraterrestres et où des extraterrestres de petite taille et de couleur grise, les « Gris », sont mentionnés.
Dans le cadre du modèle sociopsychologique du phénomène ovni, les sceptiques estiment que Betty Hill avait une personnalité encline à l'imagination, et que via l'hypnose, Betty et Barney Hill ont tous deux développé un syndrome de faux souvenirs. Les sceptiques considèrent ce cas comme essentiel pour la compréhension du phénomène des enlèvements allégués par les extraterrestres, puisque les témoins ultérieurs se baseront sur ce récit, très largement médiatisé, pour construire inconsciemment le leur.

## Biographie
Betty Hill est née en 1920 et Barney en 1922. Au début des années 1960, Betty est superviseuse au département pour l'aide sociale à l'enfance de la ville de Portsmouth (New Hampshire) et Barney est employé à la Poste. Il est aussi particulièrement impliqué dans la cause des Afro-américains puisqu'il siège à la commission des droits civiques du gouverneur du New Hampshire. Barney Hill meurt le 25 février 1969 d'un accident vasculaire cérébral. Betty Hill meurt le 17 octobre 2004 d'un cancer des poumons.

## Les événements tels qu'ils ont été rapportés par les témoins
Le 19 septembre 1961, après une semaine de vacances au Canada, ils roulent sur la route no 3 en direction du sud pour rentrer chez eux, à Portsmouth (New Hampshire). Peu de temps après avoir dépassé la ville de Lancaster, vers 22 h 00, Barney aperçoit dans le ciel une lumière qui se déplace d'une manière erratique. Il signale cette lumière à Betty qui ne comprend pas non plus de quoi il peut s'agir. Profitant d'une pause, Barney sort du véhicule et observe l'étrange lumière avec ses jumelles. Il aperçoit alors un objet discoïdal avec deux courtes ailes terminées par deux lumières rouges. Il discerne même ce qu'il pense être des hublots. Pris de panique et constatant que l'objet semble se rapprocher d'eux, le couple remonte dans la voiture et redémarre en trombe. Un étrange son, décrit par Barney comme un « bip-bip », envahit alors l'habitacle de la voiture. Le même son se répète une deuxième fois et les Hill découvrent qu'ils viennent de parcourir plus de 55 km sans qu'ils en gardent le moindre souvenir. De plus, leurs deux montres sont arrêtées.
Lorsqu'ils arrivent à leur domicile, ils comprennent qu'ils ont deux heures de retard sur leur horaire et aucun souvenir pouvant correspondre à cette période de leur trajet. De plus, Barney découvre de nombreuses griffures sur le cuir de ses chaussures, comme si on l'avait traîné sur le sol, et ressent une vive douleur dans le dos. Enfin, il découvre qu'en plusieurs endroits la peinture de la carrosserie de leur voiture a disparu, laissant le métal à nu.
À partir du 30 septembre, Betty commence à faire de nombreux cauchemars où elle se voit poursuivie par « des visages difformes avec des grands yeux de chats ». Elle développe également différents symptômes dépressifs : mélancolie, perte d'appétit et angoisse. Au printemps 1962, après plusieurs traitements sans résultat, leur médecin de famille les oriente vers un psychiatre de l'académie d'Exeter qui finira par diagnostiquer un stress post-traumatique sur Barney et Betty. Ce psychiatre les orientera vers le docteur Benjamin Simon, psychiatre spécialisé en hypnothérapie, afin qu'il tente un traitement régressif destiné à ramener à un niveau conscient les souvenirs du traumatisme. Le 14 décembre 1963, Betty et Barney commencent des séances d'hypnose supervisées par le docteur Benjamin Simon, qui s'étaleront sur plus de sept mois et durant lesquelles le médecin enregistra plus de quarante heures de bandes audio.
Lors de ces séances, Betty et Barney, qui furent toujours interrogés séparément, racontèrent qu'après l'observation de l'ovni, Barney tenta d'échapper à ce dernier et s'engagea dans un chemin forestier où leur véhicule finit par caler. L'OVNI atterrit à une soixantaine de mètres de la voiture et une dizaine de créatures de petite taille en descendirent et se dirigèrent vers le couple.
Les créatures firent monter le couple dans l'ovni, séparèrent Betty et Barney et leur firent subir ce que les Hill prirent pour une sorte d'examen médical. Betty prétendit avoir réussi à communiquer avec l'une des créatures qui lui présenta ce qui ressemblait à une carte stellaire et lui demanda si elle était capable de situer la Terre sur cette carte. Comme elle répondit par la négative, la créature lui rétorqua que cela ne servait alors à rien qu'elle lui montre d'où elle venait. La créature raccompagna Betty hors de l'OVNI, où elle retrouva Barney déjà installé dans la voiture et lui promit qu'elle allait tout oublier de cette expérience.

Interprétation de Marjorie Fish de la carte stellaire dessinée par les Hill.

Betty et Barney réalisèrent de nombreux dessins de l'ovni, des créatures et des différentes cartes et symboles qu'ils purent apercevoir lors de cette expérience. En 1969, une astronome amateur du nom de Marjorie Fish affirma qu'elle avait réussi à trouver une concordance entre les dessins de la carte stellaire réalisés par Betty Hill et un modèle tri-dimensionnel des constellations connues, et conclut que la carte que Betty prétendait avoir vue représentait le système de ζ Reticuli.

## Approche ufologique du cas
- Interrogés séparément pendant plus de sept mois, Betty et Barney ne se contredirent jamais et leurs versions furent toujours concordantes[réf. nécessaire].
- Le docteur Benjamin Simon, qui supervisa les séances d'hypnose pendant plus de sept mois, considérait que le couple était de bonne foi, bien qu'il ait conclu au « fantasme partagé ».
- Walter Mitchell, professeur d'astronomie à l'université d'État de l'Ohio à Columbus, et David R. Saunders, expert en statistiques à l'Industrial Relations Center de l'Université de Chicago, validèrent les travaux de Marjorie Fish et estimèrent que son interprétation de la carte dessinée par Betty Hill correspondait effectivement au système de Zeta Reticuli[1].

## Approche sceptique du cas
- Selon le psychologue belge Jean-Michel Abrassart, les sceptiques, dans le cadre du modèle sociopsychologique du phénomène ovni, considèrent que Betty Hill avait une personnalité encline à l'imagination[2]. Différents indicateurs psychologiques pointent dans cette direction. Premièrement, elle était facile à hypnotiser (ce qui est en moyenne rare dans la population générale[réf. nécessaire]), trait de personnalité fortement corrélé aux tendances projectives, et donc à la personnalité encline à l'imagination. De plus, à la suite d'une vision classique d'ovni, Betty Hill s'est mise à faire des rêves vivaces, ce qui est une autre des caractéristiques d'une telle personnalité. L'analyse des sceptiques est la suivante : via l'hypnose, Betty et Barney Hill ont tous deux développé un syndrome des faux souvenirs ; avant que le couple ne consulte un hypnothérapeute, Betty a raconté ses rêves vivaces à son mari Barney, ce qui explique les éléments communs aux témoignages de l'épouse et du mari, celui-ci n'ayant fait que répéter sous hypnose ce que sa femme lui avait dit.
- Les sceptiques considèrent ce cas comme essentiel pour la compréhension du phénomène des enlèvements allégués par les extraterrestres, puisque les témoins ultérieurs se baseront sur ce récit, très largement médiatisé, pour construire inconsciemment le leur. Le récit des Hill est devenu le narratif type pour tous les enlèvements allégués ultérieurs[3]. Les « Gris » sont devenus depuis extrêmement populaires[4], et cette « espèce » extraterrestre est à l'heure actuelle la plus représentée dans la mythologie ufologique. Le sceptique Martin Kottmeyer avance l'hypothèse que les Petits-Gris dont les Hill parlèrent sous hypnose se basent sur l'épisode The  Bellero  Shield, de la série télévisée Au-delà du réel, qui fut diffusé un peu moins de deux  semaines avant la  première session d'hypnose de Barney[5] : « Envisagez ceci : Barney  décrivit et dessina pour la première fois les grands yeux en amande durant une session hypnotique datée du 22 février 1964. The  Bellero  Shield fut diffusé pour la première fois le 10 février 1964. Seulement douze jours séparent les deux événements. Si cette association est correcte, alors le fait que les grands yeux en amandes soit aussi commun aujourd'hui dans la  littérature des enlèvements par des extraterrestres s'explique par des forces culturelles[6]. »
- Les sceptiques font valoir que la carte stellaire vue à bord de la soucoupe volante et identifiée par Marjorie Fish comme étant celle de l'étoile binaire Zeta Reticuli, consiste en de vagues points et lignes pouvant correspondre à une pleïade de systèmes stellaires. Comment les pilotes d'un astronef aussi avancé, ajoutent-ils, auraient-ils pu se satisfaire d'une carte aussi rudimentaire[7] ?